# アゴスティーノ・カラッチ

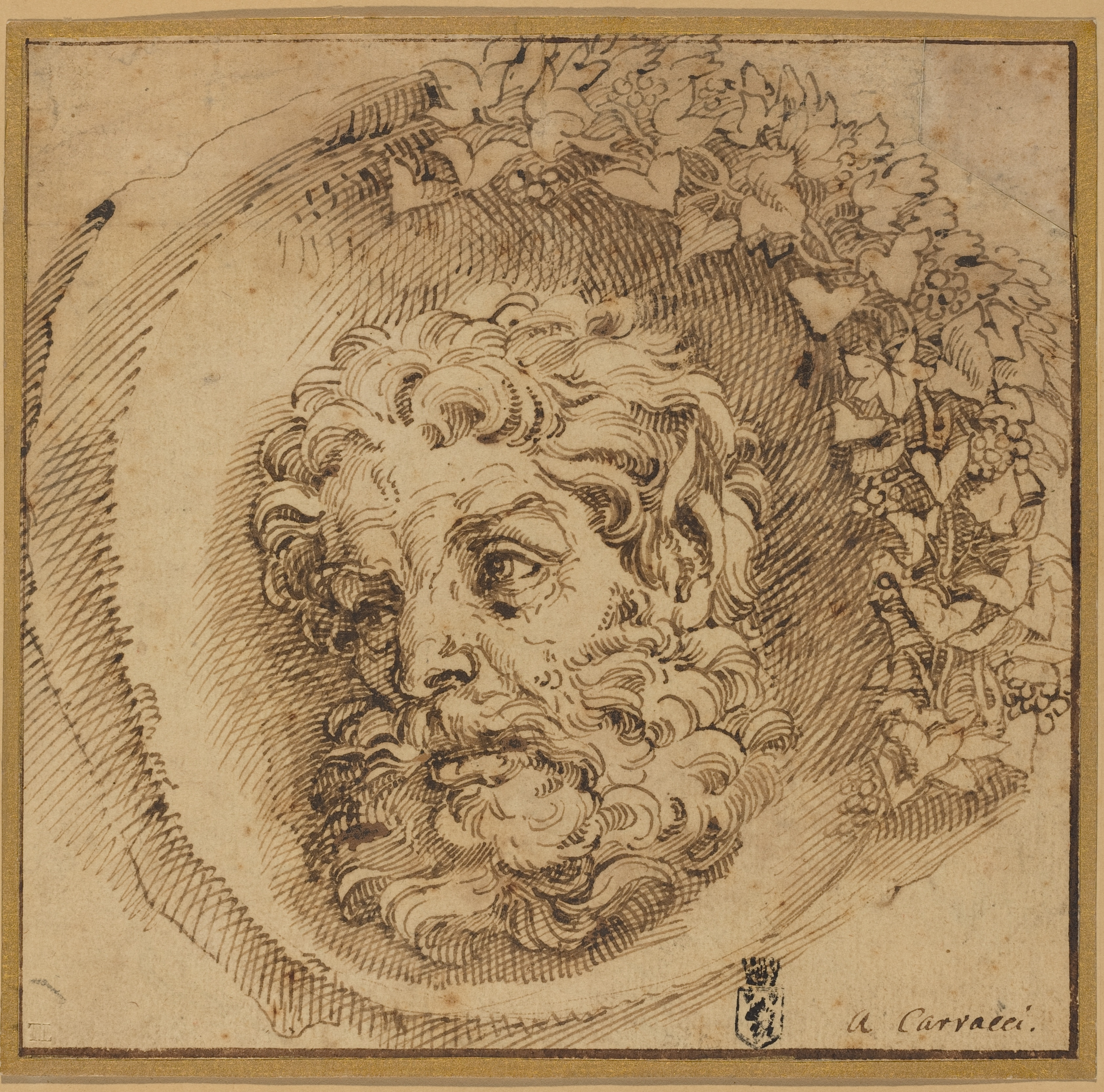
ワシントンのナショナルギャラリーに飾られているHead of a Faun (1595年) 181 x 187 mm

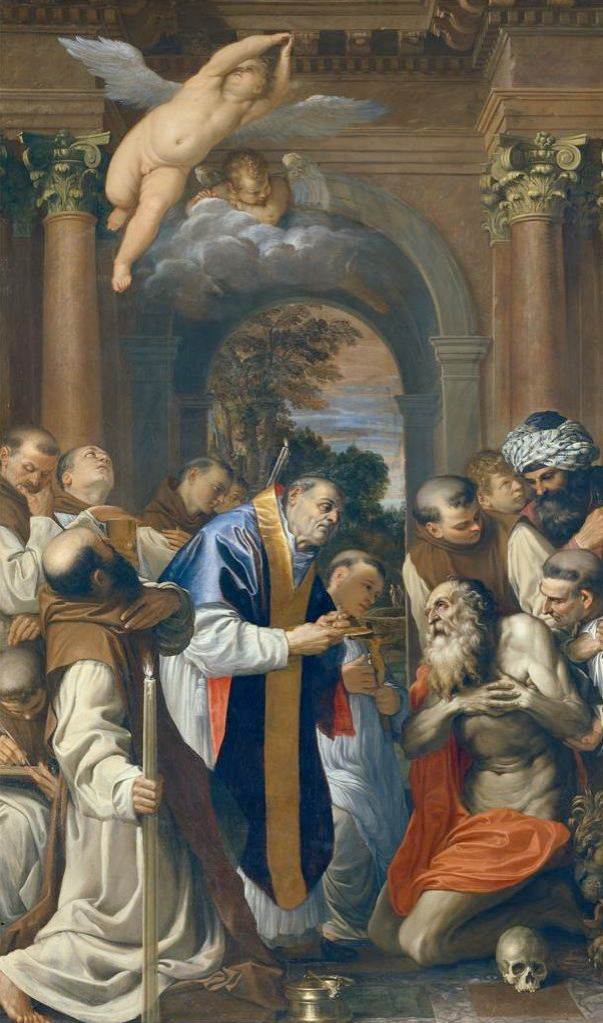
『聖ヒエロニムスの最後の聖体拝領』(1592年)、ボローニャ国立絵画館

アゴスティーノ・カラッチ（Agostino Carracci、1557年8月16日 - 1602年3月22日）は、イタリアの画家で版画家。同じく画家であるアンニーバレ・カラッチの兄であり、ルドヴィーコ・カラッチの従兄弟である。
理想の自然を仮定し、弟らとともに、カラヴァッジオのような自然の表現を目指したボローニャ派と呼ばれる絵画のスタイルを創設した。

## 人生
カラッチはボローニャで生まれ、建築家としての教育を受けた。1574年から、エングレービングの製作を始め、フェデリコ・バロッチ、ティントレット、アントニオ・カンピ、パオロ・ヴェロネーゼ、コレッジョら16世紀の画家の模写を描いた。またこの時期、2つエッチングを含む新作も描いた。
カラッチは1586年から1587年までパルマ、1587年から1589年までヴェネツィアを旅した。また、ボローニャに戻るとアンニーバレ、ルドヴィーコとともにPalazzo FavaやPalazzo Magnaniの壁面にフレスコ画を描いた。また1592年には、現在ボローニャ美術館に収められている『Communion of St. Jerome 』という作品を描いたが、これは彼の最高傑作とみなされている。1586年からは、現在パルマの国立美術館に収められている祭壇画『Madonna with Child and Saints 』の製作に取り掛かった。
1598年、カラッチは弟とともにローマでファルネーゼ宮の装飾に取り組んだ。1598年から1600年までは、現在ナポリにある風俗画triple Portraitを製作した。
1600年、パルマ公ラヌッチョ1世からパルマに召還され、Palazzo del Giardinoの装飾を行ったが、完成を待たずに亡くなった。
1583年にヴェネツィアで生まれた息子のアントニオ・カラッチもまた画家であり、ボローニャ派の画家になった。

## 作品
- 『聖母子と聖人たち』 (1586年)、パルマ国立美術館
- Head of a Faun in a Concave (drawing in roundel, c. 1595, National Gallery of Art, Washington DC)
- 『デモクリトス』 (1596年頃)、カポディモンテ美術館、ナポリ
- The Penitent Magdalen (Private collection)
- The Annunciation , Musee du Louvre, Paris
- The Lamentation , Hermitage, St. Petersburg[リンク切れ]
- イ・モーディ - オリジナルの銅版画は失われたがカラッチにより再現された